# تشارلز كرين
تشارلز كرين هو سياسي أمريكي، ولد في 4 يناير 1869، وتوفي في 13 سبتمبر 1958. نشط حزبياً في الحزب الجمهوري.